# Hori II.
Hori II., Sohn des Kama, war ein Vizekönig von Kusch in der 19. und 20. Dynastie.
Sicher belegt ist Hori nur unter Siptah, jedoch könnte er noch bis unter Ramses III. amtiert haben. Sein Geburtsort war Bubastis, wo auch sein Grab entdeckt wurde. Von ihm sind zwei Inschriften bekannt, die sein Sohn Webechsenu hinterließ. Die eine stammt aus Buhen und datiert ins Jahr sechs von König Siptah. Die andere findet sich in Sehel und zeigt den Sohn stehend hinter seinem Vater. In beiden wird Hori bei der Verehrung der Göttin Bastet gezeigt. In Buhen fand sich zudem ein Türsturz seines Hauses.
Nachfolger im Amt des Vizekönigs von Kusch wurde sein Sohn Hori III.